# ارنست منگنال
جیمز ارنست منگنال (به انگلیسی: James Ernest Mangnall) (زاده:۴ ژانویه ۱۸۶۶-درگذشته:۱۳ ژانویه ۱۹۳۲) مربی فوتبال انگلیسی بود که کارش را با تیم برنلی آغاز کرد و در ادامه حرفه‌اش در باشگاه‌های منچستر یونایتد و منچسترسیتی مربیگری کرد.